# Vive la France
Vive la France és una pel·lícula francesa del 2013 dirigida per Michaël Youn, produïda per Légende Film i distribuïda per Gaumont. És protagonitzada per Michaël Youn i José Garcia, en els papers de dos germanastres que viuen aventures per França.

## Sinopsi
Taboulistan és un país petit fictici entre l'Afganistan, el Kirguizstan i el Tadjikistan, pràcticament desconegut per la resta del món. La seva única notorietat és haver creat el taboulé, però els libanesos els han "robat" la recepta. Ara el seu líder desitja donar a conèixer el seu país. Per això el seu fill ha desenvolupat l'estratègia del "terrorisme publicitari". Per a aquesta missió tan important, s'ha escollit dos germans del Taboulistan, en Muzafar i en Feruz, qui fan de pastor, per ser enviats a França a promocionar el seu país. El mètode: segrestar l'avió en què viatjaran a França i destruir la Torre Eiffel. Tanmateix, el vol presenta alguns inconvenients i finalment arriba a l'aeroport de Còrsega i no al de París, i això fa que els dos germans hagin de viure tot d'infortunis i aventures gracioses.

## Repartiment
- José Garcia: Muzafar
- Michaël Youn: Feruz
- Isabelle Funaro: Marianne
- Ary Abittan: Jafaraz Ouechmagül
- Jérôme Commandeur: guàrdia del centre de retenció
- Vincent Moscato: Oncle Momo
- Guilaine Londez: Tieta Nanette
- Franck Gastambide: Kévin
- Jean-François Cayrey: Taxi París
- Moussa Maaskri: Adadat Uechmugul
- Claude Perron: treballadora de Sécu
- Hamid Najah: pare de Muzafar i Feruz
- Sandra Juguete, Magali Lerbey, Teddy Melis i Martial Bezot: militants a la manifestació
- Luc Palun: amo del Bar Marsella
- Mohamed Aribi, Mohamed Youri, Sean Obispo, Yoann Moissi, Rayane Yahia i Clément Lacroix: joves als carrers de Marsella
- Pierre Diot: metge cap de l'hospital de Marsella